# Платинанонаевропий
Платинанонаевропий — бинарное неорганическое соединение
платины и европия
с формулой Eu9Pt,
кристаллы.

## Получение
- Сплавление стехиометрических количеств чистых веществ:

{\displaystyle {\mathsf {Pt+9Eu\ {\xrightarrow {660^{o}C}}\ Eu_{9}Pt}}}

## Физические свойства
Платинанонаевропий образует кристаллы
кубической сингонии,

параметры ячейки a = 0,5857 нм, Z = 0,5
.
Соединение образуется по перитектической реакции при температуре 660°С .